# 倉方規安
倉方 規安（くらかた のりやす、1977年4月19日-）は、日本の俳優。血液型はA型。本名は同じ。身長178cm、体重65kg。特技はバスケットボール、水泳、殺陣、朗読。趣味はインターネット、バイク。第一種普通自動車免許、大型自動二輪免許を所持。劇団InnocentSphere（イノセントスフィア）所属。舞台、TVドラマ、映画など幅広く活躍中である。愛称は「まさ」。

## 来歴・人物
- 1996年5月、私立早稲田高等学校の同期生であった西森英行、狩野和馬、坂根泰士らと共に、かつてのユニット名 『イノセントスフィア』 をもとに早稲田大学内において『InnocentSphere』を再結成。本格的に俳優活動を開始。
- 旗揚げメンバーとして、劇団を牽引する存在の一人。劇団内では主役もしくは準主役級の配役となることが多い。また、医師役が多いのも特徴のひとつ。
- 旗揚げ以来、ほぼ全ての劇団公演に出演。例外として、早稲田劇研に武者修行中だった時期に上演の「stay」、中国映画『南京！南京！』のクランクイン待ちで出演しなかった2007年3月上演の「リュケイオン」がある。
- くろいぬパレード、JOE Company、ニセ劇団など、コント含めたジャンルを問わず、他劇団への客演も多数。

2008年5月上演の演劇バトルロイヤル「ガンまげ」では、劇団代表として出演、他劇団の出演者にも引けを取らない強い印象を残した。
- 趣味・特技はバスケットボール。一時期、役の関係で喫煙していたが、現在はタバコの煙すら受け付けない嫌煙者である（特に臭いが苦手とのこと）。タバコは喉の為にもやめたと自身のブログで語っている。
- 舞台上での立ち居振舞い・存在感は勿論のこと、その独特な声で、観客に強い印象を残す。
- 自身を「夢王」と称するほど、毎晩のように夢を見る。
- 子供好きである。
- 2009年6月、所属事務所RIDEOUTを辞め、2009年7月現在はフリーにて活動中。
- 2009年8月1日に、自身のHP『倉方規安 公式サイト』をプレオープンさせた。Twitterとブログを用いたサイトとなっている。

## 出演

### 舞台
1997年 
- InnocentSphere　「Mistral」（1997年3月29日-3月30日、早稲田中・高等学校記念大教室、タクマ／ジャルダン 役ほか）

※劇団旗揚げ公演
- InnocentSphere　「pray」（1997年11月27日-11月29日、早稲田大学構内6号館5F・SPACE5　アトリエ2、シヴァ 役）

1998年 
- InnocentSphere　「phantom」（1998年6月10日-6月15日、早稲田どらま館）

※第3回早稲田演劇フェスティバル参加作品
- InnocentSphere　「Exile〜鬼若奇譚〜」（1998年11月12日-11月16日、早稲田どらま館、鬼若 役）

1999年 
- InnocentSphere　「修羅」（1999年4月2日-4月4日、新宿シアターモリエール、司馬警視正 役）
- InnocentSphere　「GENESIS」（1999年11月5日-11月8日、フジタ・ヴァンテ、フレイ 役）

2000年 
- InnocentSphere　「EDEN」（2000年4月21日-4月24日、新宿シアターモリエール、蔵間雄作 役）
- 劇団太平洋　「ワイキキブンダバ」（2000年7月）
- InnocentSphere　「Zion〜目覚めよと呼ぶ声が聞こえ〜」（2000年9月14日-9月18日、大塚萬スタジオ、多襄丸怜二 役）
- 東京オレンジ　「Silent Sweeper」（2000年11月15日-11月19日、中野ザ・ポケット）

2001年 
- InnocentSphere　「OUROBOROS」（2001年4月26日-4月30日、新宿シアターモリエール、ヒルコ婆/クラカタノリヤス 役）
- innerchild　「インディアン・ポーカー」（2001年7月19日-7月22日、新宿シアターモリエール）
- InnocentSphere　「BOLERO〜cry for the babylon〜」（2001年10月31日-11月5日、大塚萬スタジオ、斎田道彦 役）

2002年 
- InnocentSphere　「QUO VADIS」（2002年4月24日-4月30日、大塚萬スタジオ、新藤克美 役）
- InnocentSphere　「Exile〜鬼若奇譚〜」再演（2002年9月25日-9月29日、中野ザ・ポケット、常陸坊 役）

2003年 
- InnocentSphere　「渾沌鶏〜マロカレタルトリ〜」（2003年4月29日、パルテノン多摩小ホール、源頼朝 役）

※パルテノン多摩演劇フェスティバル2003参加作品
最優秀賞、ベストスタッフワーク賞、フォトジェニック賞受賞
- InnocentSphere　「地霊〜ゲニウスロキ〜」（2003年10月9日-10月13日、新宿シアターモリエール、田辺 役）

2004年 
- 30-DELUX　第2回公演　「マホロバ」（2004年3月19日-3月28日、シアターVアカサカ・大阪・パルテノン多摩オープニングアクト、ゴ 役）
- InnocentSphere　「Klistan Manas」（2004年7月14日-7月19日、中野ザ・ポケット、唐沢新也 役）
- InnocentSphere×Afro13　「QUO VADIS」（2004年12月15日-12月19日、シアターVアカサカ、金田弘光 役）

2005年 
- ニセ劇団　「徹夜兄弟」（2005年1月26日-1月30日、pamplemousse）
- InnocentSphere　「HELL FIGHTER」（2005年3月23日-3月28日、青山円形劇場、カラスマル 役）

※青山円形劇場初進出。
- くろいぬパレード　「真相はかうだ！」 （2005年6月10日-6月19日、劇場MOMO、俳優・巌金四郎 役）
- Eva　「Double〜双世界〜」 （2005年8月5日-8月7日、浅草橋アドリブ小劇場、ギルバート 役）
- InnocentSphere　「ZION〜目覚めよと呼ぶ声が聞こえ〜」再演（2005年10月1日-10月9日、シアターVアカサカ、中沢海 役）

2006年 
- Rel-ay×JACROW公演　「マザーテレサを逃がす方法」（2006年1月19日-1月22日、王子小劇場、刑事・鬼頭 役）
- InnocentSphere　「ミライキ」（2006年6月13日-6月18日、シアタートラム、蘇我馬子 役）

※シアタートラム初進出。
- PPRODUCE UNIT JOE Company 「ほろほろ」（2006年08月16日-8月20日、本多劇場、西園寺 役）

※オーディションを通過しての出演。以降、継続的にJOE Companyへの出演となる。
- くろいぬパレード　「犬の生活」（2006年11月1日-11月5日、中野ザ・ポケット、一ノ関淳 役）
- はらぺこペンギン　「静寂夜」（2006年11月17日-11月26日、OFFOFFシアター、島村要 役）

※プログラムB「恋するスクリーントーン」に出演、5ステージ。
2007年
- ニセ劇団　「反面サラリーマン」（2007年1月12日-1月14日、中野ウエストエンドスタジオ）
- Puresセカンドエディション　「バレンタイン☆キッス」（2007年2月10日-2月13日、シアターアプル）
- JOE Company 「ポルカ」（2007年8月22日-8月29日、本多劇場、森広大 役）
- InnocentSphere　「獅子吼〜シンハナーダ〜」（2007年10月4日-10月7日、紀伊國屋サザンシアター、アラガキセンリ 役）

※紀伊國屋サザンシアター初進出。
2008年
- JOE Company 「DRIFT13 - 13人の漂流者達-」（2008年3月20日-3月26日、中野ザ・ポケット他大阪・京都公演あり、久米壮平 役）
- InnocentSphere　「ハリジャン」（2008年4月19日-4月27日、シアタートラム、桜庭洋一 役）
- 演劇バトルロイヤル　「ガンまげ」（2008年5月21日-5月28日、紀伊國屋ホール、東海林幹男 役）

※個人として、紀伊國屋ホール初進出。小劇団界の有望な俳優が集まる中、劇団代表として出演。
- JOE Company 「スタジアム」（2008年8月15日-8月19日、本多劇場、酒井大作 役）
- 黒色綺譚カナリア派 「そまりえ」（2008年10月10-10月11日、ザムザ阿佐ヶ谷、赤熊百合 役）

※日替わりゲストとして出演。3ステージ。男女が入れ替わっての作品。
- ジェットラグプロデュース 「あなたと私のやわらかな棘」（2008年10月17日-10月26日、THEATER/TOPS、刑事・古屋 役）
- 東京劇団フェス'08参加 InnocentSphere　「渾沌鶏〜マロカレタルトリ〜」（2008年12月9・11・14日、シアターアプル、鬼若 役）

※北海道から沖縄まで各地で話題の8劇団が参加する演劇フェスティバルに、東京代表劇団として参加。
2009年
- InnocentSphere 「ゲニウスロキ」（2009年4月19日-4月26日、シアタートラム、千石将軍 役）

※4月19日の公演はプレビュー公演となる。
- ジェットラグプロデュース 「今勧進帳」（2009年5月29日-6月9日、サンモールスタジオ、松浪友樹 役）

### TV
2006年
- フジテレビ 721ch+739ch　 「インプロ！」

2007年
- 日本テレビ　「働きマン」（主人公が働く編集部の編集部員として、レギュラー出演。）

2008年
- 日本テレビ　「ごくせん」（2008年6月21日、第10話）
- 日本テレビ　「ヒットメーカー〜阿久悠物語〜」（2008年8月1日）

2009年
- フジテレビ　「エゴイスト」（2009年4月6日-）

### CM
2005年 
- 「充電ちゅ〜太」　ナレーション

2008年
- ライオン　「MEDISH」　Web-CM

※CM内に登場するバッチマンとして登場。

### ラジオ
2004年 
- 調布FM「ラジオボンバー 〜芝居のススメ〜」
- 調布FM ラジオボンバー2周年特別企画　「芝居のススメ　嵐の4週間！　怒涛の劇団スペシャル！！！」

2005年 
- 調布FM「ラジオボンバー」（朗読劇：手袋を買いに）
- インターネットラジオ 「ハッピハッピーのお騒がせミュージックチャンネル」
- 調布FM「ラジオボンバー 〜芝居のススメ〜」
- morImamI Room#705　ゲスト出演

2008年 
- FM世田谷　「シアターF」(インタビュアー：植本潤（花組芝居））

### 映画
2005年 
- 代々木ブルース　最終話「地図とミサイル」（監督：廣田正興）

2007年
- 「Frog」（監督:長久允）

2008年
- 自主映画　「なまけものは夕暮れ時から忙しい」（監督：亜希川智）